# IC 2422
IC 2422 ist eine kompakte Galaxie vom Hubble-Typ C im Sternbild Krebs auf der Ekliptik. Sie ist schätzungsweise 416 Mio. Lichtjahre von der Milchstraße entfernt und hat einen Durchmesser von etwa 60.000 Lj.

Im selben Himmelsareal befindet sich u. a. die Galaxie IC 2423.
Das Objekt wurde am 6. April 1896 von Stéphane Javelle.